# Dendraster rugosus
Dendraster rugosus är en sjöborreart som beskrevs av Hubert Lyman Clark. Dendraster rugosus ingår i släktet Dendraster och familjen Dendrasteridae. Inga underarter finns listade i Catalogue of Life.